# Noem my Skollie
Noem my Skollie is een Zuid-Afrikaanse film uit 2016, geregisseerd door Daryne Joshua en gebaseerd op het levensverhaal van de scenarioschrijver John W. Fredericks.

## Verhaal
AB en zijn beste vrienden Gimba, Gif en Shorty groeien in de jaren 1960 op in de armoedige bendewereld van de Kaapse Vlakte. Ze besluiten om zelf een bende op te richten en plegen een aantal kleine misdrijven. AB en Gimba worden tijdens een inbraak gearresteerd door de politie en veroordeeld tot twee jaar gevangenisstraf. AB kan zijn talent om verhalen te vertellen gebruiken om een status in de gevangenis te bekomen en als "gevangeniscinema" te fungeren voor de gevangenen. Na zijn vrijlating neemt hij de relatie met zijn vriendin Jenny opnieuw op en besluit hij verder te gaan met het schrijven van verhalen. Ondertussen kunnen zijn vrienden hem overhalen zich terug bij de bende aan te sluiten maar na de moord op een taxichauffeur loopt het mis en wacht hen de doodstraf indien ze schuldig bevonden worden.

## Rolverdeling
| Acteur              | Personage    |
| ------------------- | ------------ |
| Austin Rose         | jonge AB     |
| Dann-Jacques Mouton | oudere AB    |
| Ethan Patton        | jonge Gimba  |
| Gantane Kusch       | oudere Gimba |
| Joshua Vraagom      | Gif          |
| Valentino de Klerk  | Shorty       |
| Tarryn Wyngaard     | Jenny        |

## Productie
De film werd geselecteerd als Zuid-Afrikaanse inzending voor de beste niet-Engelstalige film voor de 89ste Oscaruitreiking.